# کائورو کاکیزاکای
کائورو کاکیزاکای (انگلیسی: Kaoru Kakizakai؛ زادهٔ ۱ ژانویهٔ ۱۹۵۹) موسیقی‌دان اهل ژاپن است.